# Джорджтаунский эксперимент
Джорджтаунский эксперимент — демонстрация возможностей машинного перевода, состоявшаяся 7 января 1954 года в Нью-Йорке, в штаб-квартире корпорации IBM. Подготовлена Джорджтаунским университетом совместно с IBM. В ходе эксперимента был продемонстрирован полностью автоматический перевод более 60 предложений с русского языка на английский. Презентация положительно повлияла на развитие машинного перевода в последующие 12 лет.
Эксперимент был задуман и подготовлен с целью привлечения общественного и правительственного внимания. Парадоксально, но в его основе лежала довольно простая система: она была основана всего на 6 грамматических правилах, а словарь включал 250 записей. Система была специализированной: в качестве предметной области для перевода была выбрана органическая химия, также был добавлен ряд предложений общей тематики. Программа выполнялась на мейнфрейме IBM 701. В компьютер в торжественной обстановке на перфокартах вводились предложения вроде: «Обработка повышает качество нефти», «Командир получает сведения по телеграфу», — и машина выводила их перевод, напечатанный транслитом.
Руководили экспериментом профессор Джорджтаунского университета Леон Достер и глава прикладных разработок компании IBM Катберт Хёрд. За непосредственное проведение эксперимента отвечали адъюнкт-профессор Джорджтаунского университета Пол Гарвин — за лингвистическую часть, и сотрудник IBM Питер Шеридан — за компьютерную часть.
Демонстрация была широко освещена в СМИ и воспринята как успех. Она повлияла на решение правительств некоторых государств, в первую очередь США, направить инвестиции в область вычислительной лингвистики.
В том же году первый эксперимент по машинному переводу был произведён в СССР, в Институте точной механики и вычислительной техники АН СССР, на компьютере БЭСМ. Руководила исследованиями Изабелла Бельская, инициировал его директор института Дмитрий Панов. Параллельно с группой Бельской над той же проблемой трудились группа ученых Отделения прикладной математики Математического института АН СССР имени В.А. Стеклова под руководством Ольги Кулагиной и Алексея Ляпунова.
Организаторы Джорджтаунского эксперимента уверяли, что в течение 3—5 лет проблема машинного перевода будет решена. Однако, в действительности всё оказалось сложнее, и в 1966 году на основании отчёта комитета ALPAC, который подытожил, что более чем 10 лет исследований не дали законченного результата, финансирование было значительно урезано.